# Platteville (Wisconsin)
Platteville é uma cidade localizada no estado norte-americano de Wisconsin, no Condado de Grant.

## Demografia
Segundo o censo norte-americano de 2000, a sua população era de 9989 habitantes.
Em 2006, foi estimada uma população de 9748, um decréscimo de 241 (-2.4%).

## Geografia
De acordo com o United States Census Bureau tem uma área de
10,9 km², dos quais 10,9 km² cobertos por terra e 0,0 km² cobertos por água. Platteville localiza-se a aproximadamente 300 m acima do nível do mar.

## Transportes
- Aeroporto Municipal de Platteville

## Localidades na vizinhança
O diagrama seguinte representa as localidades num raio de 20 km ao redor de Platteville.

## Personalidades
- Herbert Gasser (1888-1963), Prémio Nobel de Fisiologia ou Medicina de 1944